# چیپیلوو
چیپیلوو (به لهستانی:  Ciepielewo) یک روستا در لهستان است که در گمینا شلکوو واقع شده‌است. چیپیلوو ۲۲۶ نفر جمعیت دارد.